# Zwölf Apostel (Ahlhorn)
Die Zwölf Apostel (auch Apostelsteine genannt) sind eine vorgeschichtliche Menhiranlage bei Ahlhorn, einem Ortsteil von Großenkneten im Landkreis Oldenburg, Niedersachsen.

## Lage
Die Steine befinden sich nordwestlich von Ahlhorn bei den Ahlhorner Fischteichen direkt an einem Weg.

## Beschreibung
Die gesamte Anlage hat eine Ausdehnung von 70 m in nordost-südwestlicher und von 24 m in nordwest-südöstlicher Richtung. Sie soll ursprünglich aus 16 Steinen bestanden haben, von denen heute nur noch 13 erhalten sind. Bei der Anlage der Fischteiche wurden 1922 ein Weg und ein Graben angelegt, die durch den südlichen Teil der Anlage führen, wodurch dieser erheblich in Mitleidenschaft gezogen wurde. Mindestens ein Stein wurde damals versenkt.
Die Steine sind teilweise säulenförmig, teilweise rundlich und stehen alle nicht mehr aufrecht. Alle bestehen aus rötlichem Granit. Der größte Stein hat eine Länge von 2,5 m, eine Breite von 1,8 m und eine Dicke von 0,75 m. Die Steine waren ursprünglich in zwei unterschiedlich großen Kreisen angeordnet. Ein einzelner Stein stand etwas abseits nordöstlich davon. Die Achse von den Mittelpunkten der beiden Kreise zu dem einzeln stehenden Stein wies nach Karl Michaelsen ursprünglich mit nur minimaler Abweichung zum Aufgangspunkt der Sonne zur Sommersonnenwende. Michaelsens Interpretation der Anlage als prähistorischer Kalender lässt sich nur schwer überprüfen. Zum einen führte er seine Untersuchung über 30 Jahre nach der Beschädigung der Anlage durch den Bau des Weges und des Grabens durch und fertigte nur eine Lageskizze der Steine an. Zum anderen sollen die Steine bei Aufräumarbeiten nach einem Sturm im Jahr 1972 teilweise erneut umgesetzt worden sein.